# Hibben Island
Hibben Island är en ö i Kanada.   Den ligger i ögruppen Haida Gwaii i North Coast Regional District och provinsen British Columbia, i den sydvästra delen av landet, 4 100 km väster om huvudstaden Ottawa. Arean är 34 kvadratkilometer.
Terrängen på Hibben Island är kuperad. Öns högsta punkt är 821 meter över havet. Den sträcker sig 5,2 kilometer i nord-sydlig riktning, och 13,2 kilometer i öst-västlig riktning.
I omgivningarna runt Hibben Island växer i huvudsak barrskog. Trakten runt Hibben Island är nära nog obefolkad, med mindre än två invånare per kvadratkilometer. Inlandsklimat råder i trakten. Årsmedeltemperaturen i trakten är 3 °C. Den varmaste månaden är augusti, då medeltemperaturen är 11 °C, och den kallaste är december, med −4 °C.